# Alison Lohman

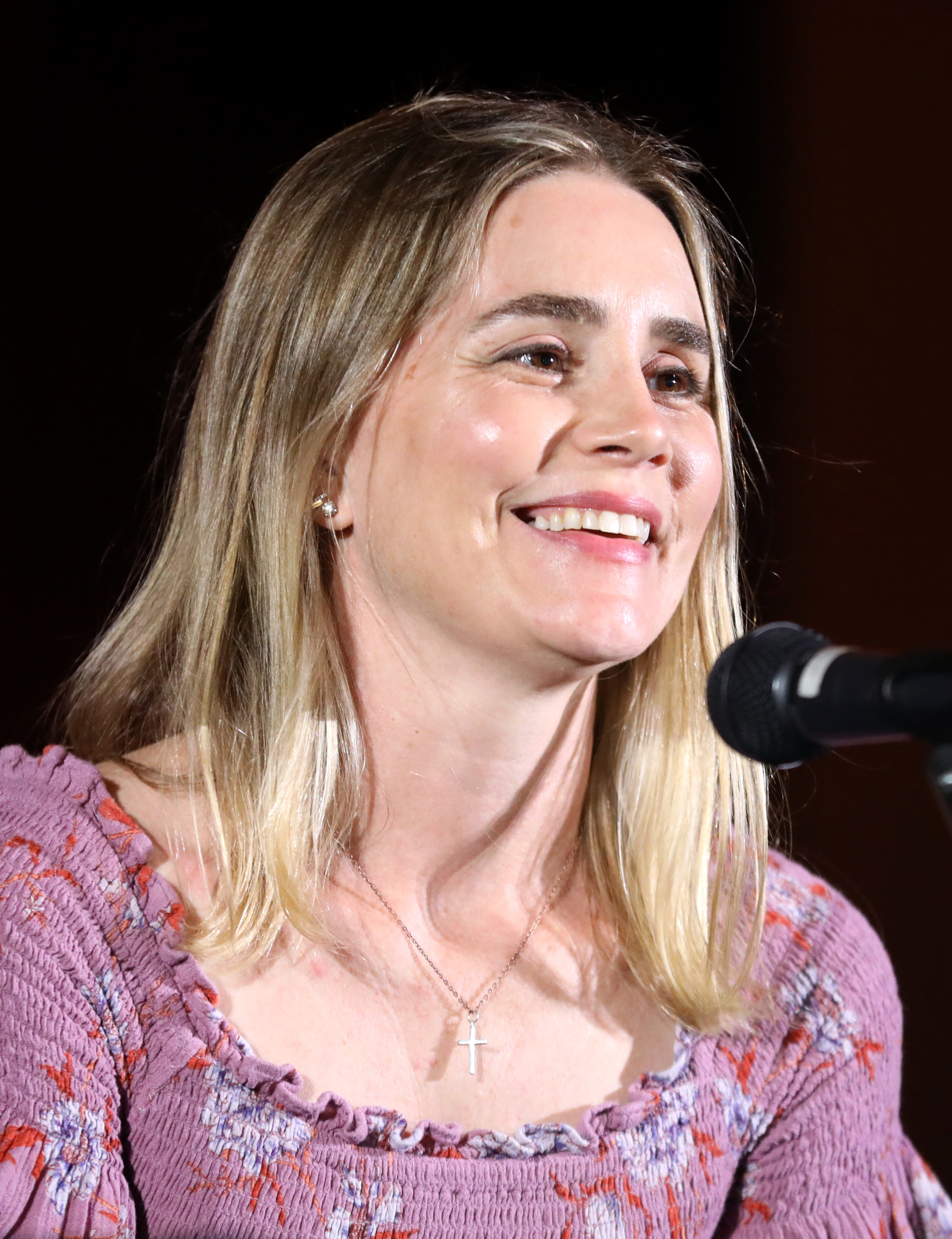
Alison Lohman (2024)

Alison Lohman (* 18. September 1979 in Palm Springs, Kalifornien) ist eine US-amerikanische Schauspielerin.

## Leben und Karriere
Alison Lohman verspürte schon im Kindesalter den Wunsch, der Schauspielerei nachzugehen, ohne durch Kontakte zum Showgeschäft beeinflusst worden zu sein. Ihre erste Theaterrolle spielte sie mit neun Jahren im Palm Desert’s McCallum Theater. Bereits zwei Jahre später wurde sie für die Titelrolle in Annie als herausragende Schauspielerin in einem Musical mit dem Desert Theater League’s Award ausgezeichnet. In den nächsten Jahren folgten weitere Produktionen.
1997 zog Lohman aus Karrieregründen nach Los Angeles. Zunächst wirkte sie in einer Reihe von Fernsehproduktionen und Science-Fiction-B-Movies mit. Der Durchbruch gelang ihr 2002 mit dem Kinofilm Weißer Oleander an der Seite von Renée Zellweger, Robin Wright und Michelle Pfeiffer. Seither war sie in weiteren Kinofilmen zu sehen, so z. B. in dem Film Tricks, in dem sie im Alter von 23 Jahren einen Teenager darstellt, der vorgibt, eine 14-Jährige zu sein.
Ihr Schaffen umfasst 30 Film- und Fernsehproduktionen. Zuletzt trat sie 2016 als Schauspielerin in Erscheinung.
Lohman ist seit August 2009 mit dem Regisseur Mark Neveldine verheiratet und hat drei Kinder.

## Filmografie
- 1998: Eine himmlische Familie (7th Heaven, Fernsehserie, eine Folge)
- 1998: Kraa! The Sea Monster
- 1998: Pacific Blue – Die Strandpolizei (Pacific Blue, Fernsehserie, eine Folge)
- 1999: Crusade (Fernsehserie, eine Folge)
- 1999: Planet Patrol
- 1999: Safe Harbor (Fernsehserie, vier Folgen)
- 1999: The Auteur Theory
- 1999: The 13th Floor – Bist du was du denkst? (The Thirteenth Floor)
- 2000: Verborgene Wahrheit (Sharing the Secret, Fernsehfilm)
- 2000: Fortune Hunters – Die Glücksjäger (The Million Dollar Kid)
- 2000–2001: Tucker (Fernsehserie, 13 Folgen)
- 2001: Milo – Die Erde muss warten (Delivering Milo)
- 2001: Sex and a Girl – Dein erstes Mal vergisst Du nie! (Alex in Wonder)
- 2001–2002: Das Geheimnis von Pasadena (Pasadena, Fernsehserie, 13 Folgen)
- 2002: Weißer Oleander (White Oleander)
- 2002: White Boy
- 2003: Big Fish – Der Zauber, der ein Leben zur Legende macht (Big Fish)
- 2003: Tricks (Matchstick Men)
- 2005: Nausicaä aus dem Tal der Winde (風の谷のナウシカ, Sprechrolle)
- 2005: Wahre Lügen (Where the Truth Lies)
- 2005: The Big White – Immer Ärger mit Raymond (The Big White)
- 2006: Blitzlichtgewitter (Delirious)
- 2006: Flicka – Freiheit. Freundschaft. Abenteuer. (Flicka)
- 2007: Eine neue Chance (Things We Lost in the Fire)
- 2007: Die Legende von Beowulf (Beowulf)
- 2009: Drag Me to Hell
- 2009: Gamer
- 2015: The Vatican Tapes
- 2016: Officer Downe – Seine Stadt. Sein Gesetz. (Officer Downe)
- 2016: Urge – Rausch ohne Limit (Urge)